# Gagea exilis
Gagea exilis är en liljeväxtart som beskrevs av Aleksei Ivanovich Vvedensky. Gagea exilis ingår i Vårlökssläktet och i familjen liljeväxter. Inga underarter finns listade.